# Doydirhynchus
Doydirhynchus – rodzaj chrząszczy z nadrodziny ryjkowców i rodziny ryjoszowatych (Nemonychidae).
Chrząszcze o ciele długości od 2,5 do 5 mm. Głowę mają szerszą niż dłuższą, zaopatrzoną w małe, półkuliste oczy oraz niemalże półtorakrotnie dłuższy od przedplecza ryjek o słabo rozwiniętej bruździe czułkowej i czułkach osadzonych za środkiem jego długości. Żuwaczki skierowane są skośnie ku dołowi, mają ząb na wewnętrznym brzegu i pozbawione są podłużnego rowka na wierzchu. Głaszczki szczękowe zbudowane są z trzech członów. Rozmiar wargi dolnej jest bardzo mały, a jej kształt silnie poprzeczny. Przedplecze osiąga największą szerokość u podstawy i jest tam nieco węższe od pokryw. Powierzchnia pokryw jest wyraźnie, nieregularnie i głęboko punktowana oraz pozbawiona rzędów, a ich epipleury formują w widoku grzbietowym krawędź odgiętą na boki. Odnóża mają proste i tak długie jak uda golenie oraz pozbawione ząbków pazurki. Panewki bioder środkowej pary odnóży są zamknięte. U samic na widocznych sternitach odwłoka (wentrytach) brak jest łatek szczecinek.
Rodzaj ten obejmuje dwa opisane gatunki:
- Doydirhynchus austriacus (Olivier, 1807)
- Doydirhynchus bicolor Pic, 1905

D. austriacus zamieszkuje zachodnią Palearktykę, w tym Polskę, a D. bicolor występuje w Afryce Północnej.